# 六氟磷酸锂
六氟磷酸锂 是一种无机化合物 ，化学式 LiPF6。它是一种白色晶体粉末。 它用于商用二次电池，该应用利用了其在非水性极性溶剂中的高溶解度。 具体地说，六氟磷酸锂在碳酸乙烯酯，碳酸二甲酯，碳酸二乙酯和/或碳酸乙基甲基酯的碳酸盐混合物中的溶液，其中含有少量的一种或多种添加剂氟代碳酸乙烯酯和碳酸亚乙烯酯等里作为锂离子电池的最先进的电解质。  该用处还利用了六氟磷酸根阴离子对强还原剂（例如锂金属）的惰性。
这个盐是对热稳定的， 不过在200 °C (392 °F) 下会损失一半的重量。它在接近70 °C (158 °F)下会水解 ，以以下反应形成剧毒的 HF 气体：
LiPF6 + H2O → LiF + 2 HF + OPF3
由于Li+离子的路易斯酸性质，LiPF6也会催化叔醇的四氢吡喃反应。 
在 锂离子电池里，LiPF6 会和 Li2CO3反应，可被少量 HF催化： 
LiPF6  +  Li2CO3   →    POF3 + CO2 + 3 LiF